# Chaouki Ben Saada
Chaouki Ben Saada (Bastia, 1º luglio 1984) è un ex calciatore francese naturalizzato tunisino, di ruolo centrocampista.

## Caratteristiche tecniche
Centrocampista mancino, capace di svariare in ogni zona del centrocampo, ha iniziato a giocare come ala sinistra ma è stato spesso impiegato come trequartista o ala destra.

## Carriera

### Club
Inizia la carriera in Corsica presso la squadra della sua città natale, il Bastia, con cui gioca nelle giovanili fino al 2001, quando viene promosso in prima squadra. L'esordio in Ligue 1 arriva il 12 agosto 2001, quando l'allenatore Robert Nouzaret lo schiera nella partita contro il Lione.
Dopo sette anni disputati a buoni livelli in Corsica, il 30 giugno 2008, giunto in scadenza contrattuale, firma un quadriennale con Nizza. Resta nelle Alpi Marittime tre anni, prima di svincolarsi a parametro zero nell'estate 2011.
Il 24 agosto 2011, dopo alcune voci di mercato che lo accostavano allo Standard Liegi o ad alcune squadre del Qatar, firma un biennale con il Lens. Nella Ligue 1 2011-2012 disputa da titolare 34 partite, e realizza due reti. L'8 agosto 2012, dopo la prima giornata del campionato, viene ufficialmente acquistato dall'Arles-Avignon, con cui firma un contratto biennale, con opzione di rinnovo per un ulteriore anno.

### Nazionale
Nonostante le sue origini tunisine, inizialmente sceglie la nazionale francese, disputando e vincendo il Mondiale Under-17 del 2001 a Trinidad e Tobago. Gioca con i francesi anche 3 partite con l'Under-21, e nel 2005 decide di giocare per la sua nazionale d'origine, la Tunisia con la quale esordisce il 24 maggio 2005 contro il Malawi. Partecipa inoltre alla Confederations Cup del 2005, a tre edizioni della Coppa d'Africa (2006, 2008 e 2010) e a due edizioni dei Mondiali, nel 2006 (quando è chiamato a sostituire l'infortunato Issam Jemâa) e nel 2010.

## Palmarès

### Club

#### Competizioni nazionali
- Ligue 2: 1

Troyes: 2014-2015
- Championnat National: 1

Bastia: 2020-2021